# Porticus Minucia

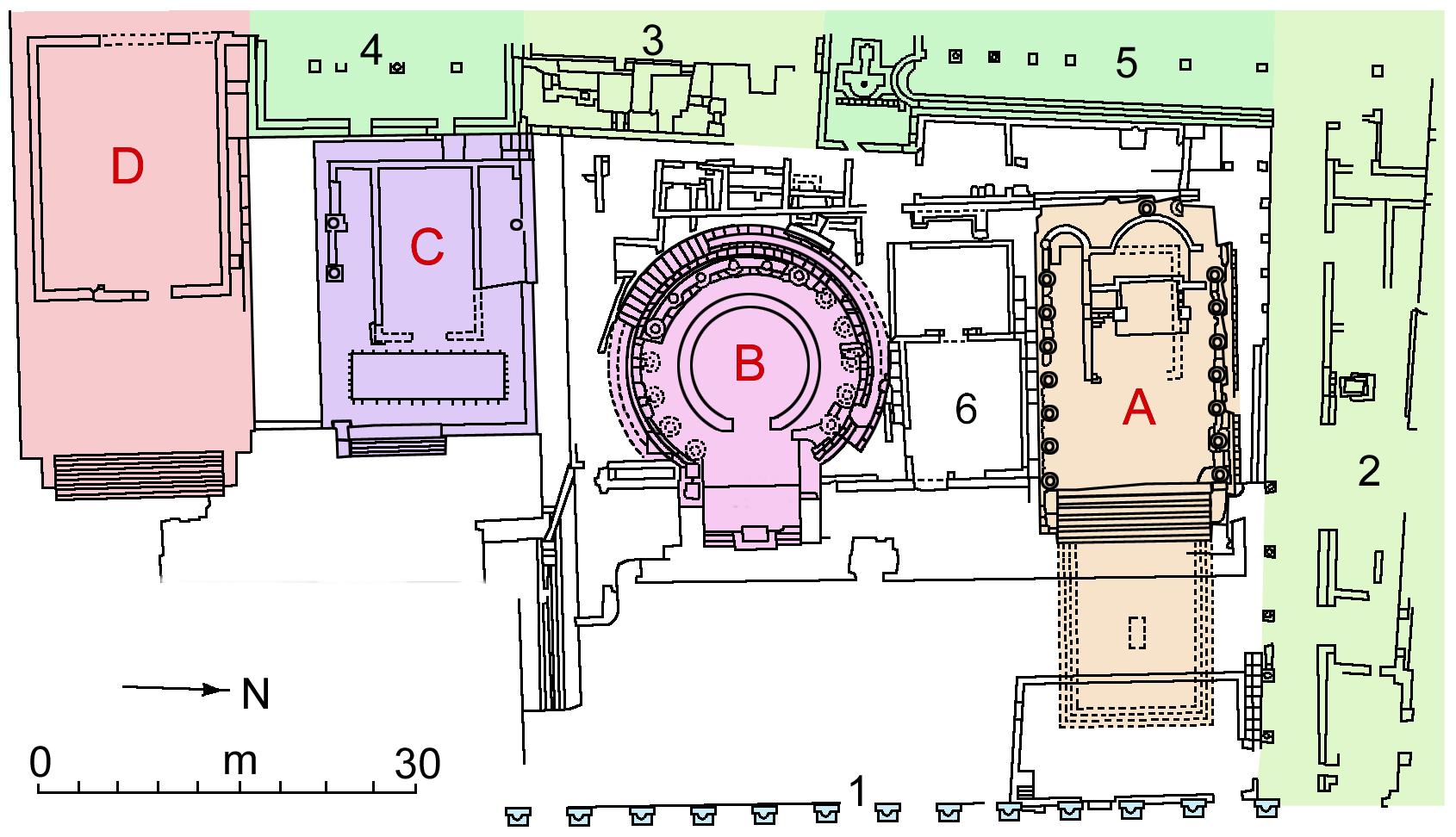
Pianta della zona archeologica in Largo Argentina. I resti della porticus Minucia sono contrassegnati col numero 1

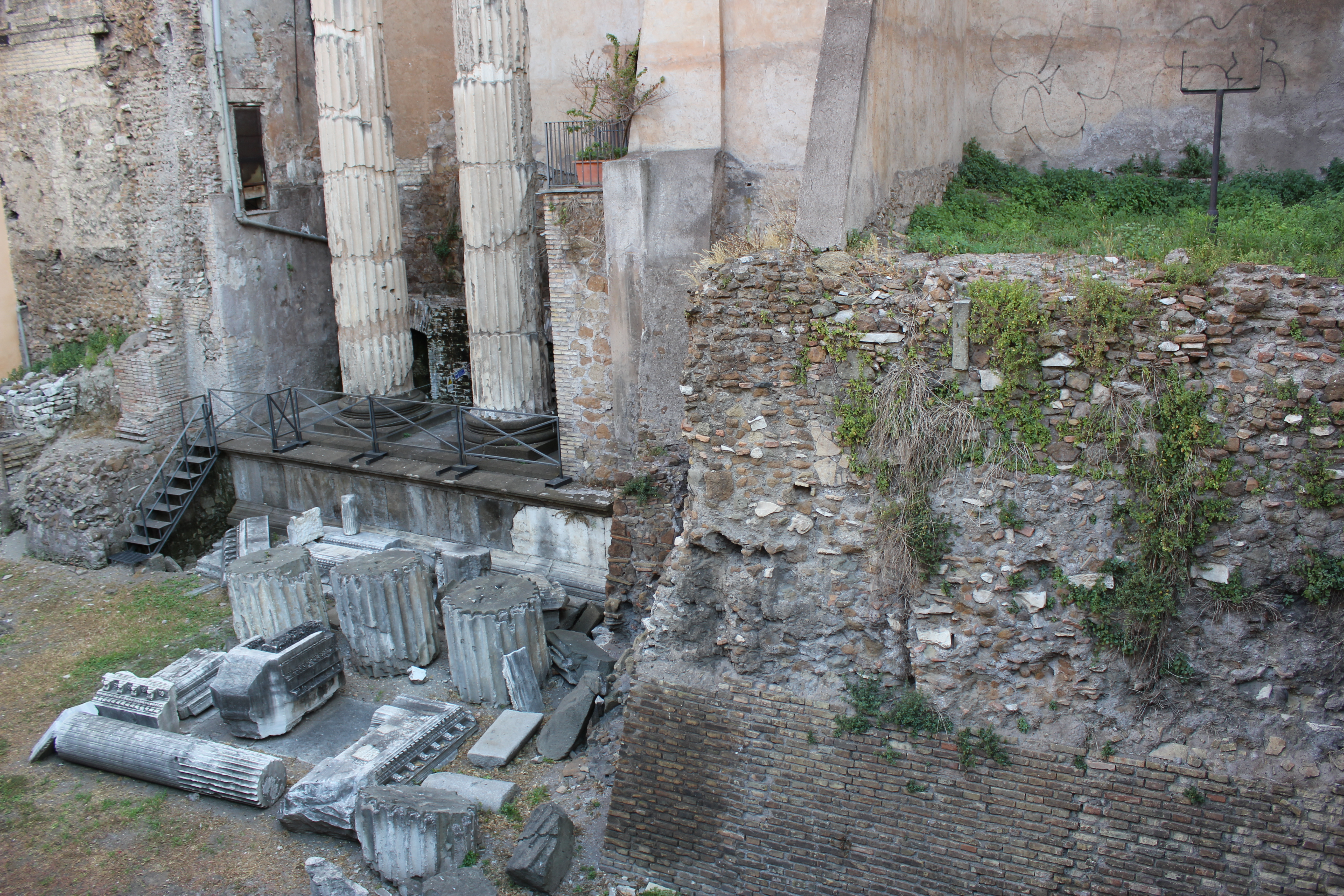
Lo scavo della porticus da via delle Botteghe oscure

La porticus Minucia era una struttura quadrangolare che racchiudeva i quattro templi dell'area sacra di Largo Argentina a Roma, situati nell'antico Campo Marzio.
Esistettero due portici con tale nome. Il primo è la Porticus Minucia Vetus, costruito nel 107 a.C. da Marco Minucio Rufo (discendente di Minucio Augurino titolare della colonna Minucia), in seguito al suo trionfo sugli Scordisci (una popolazione stanziata a sud del corso inferiore della Sava).
Il secondo era la Porticus Minucia Frumentaria, dove avvenivano le elargizioni di frumento alla popolazione, e che non era altro che un raddoppiamento della Vetus, effettuato probabilmente all'epoca di Claudio (prima metà del I secolo d.C.). In quell'epoca la porticus arrivò a comprendere al suo interno anche il tempio delle Ninfe, nell'attuale via delle Botteghe Oscure, e divenne il centro amministrativo di controllo e di effettiva distribuzione di grano alla plebe.
Grazie a un frammento della Forma Urbis severiana è stato possibile confermare definitivamente l'identificazione dei resti ad est di Largo Argentina con la Porticus Minucia.
La pavimentazione del portico Vetus venne estesa a tutta l'area ed è stata di fondamentale aiuto per la datazione dei quattro templi del Largo Argentina, essendo le fondazioni di tre di essi al di sotto (quindi più antichi) e uno solo (il tempio B) successivo. Inoltre una menzione nei Fasti prenestini di un tempio dei Lari Permarini posto nella Porticus Minucia, ha permesso di identificare in maniera sicura almeno uno dei quattro templi (il tempio D).
Durante la ristrutturazione di palazzo Lares Piermarini da parte della Finint Investements per realizzare un albergo di lusso, in Via delle Botteghe Oscure 46, è stata effettuata un’importante scoperta archeologica: il ritrovamento di una parte della Porticus Minucia ovvero il quadriportico realizzato in epoca repubblicana da Marco Minucio Rufo console nel 110 a.C. In questo posto, infatti, avvenivano le cosiddette frumentatiiones, cioè le distribuzioni gratuite di grano alla plebe. Questa pratica venne istituita in seguito al trionfo del 106 a.C. sugli Scordisci, una popolazione Balcanica, ed è rimasta attiva fino al III secolo dopo Cristo. Secondo gli studi questo edificio si presentava come una grande struttura quadrangolare con doppio colonnato e con all'interno tempi e fontane. Le strutture sono state ritrovate grazie alla stretta collaborazione tra i costruttori e la Soprintendenza Speciale di Roma, grazie alla quale questo ritrovamento sarà presto in parte fruibile, almeno con ricostruzioni multimediali. Praticamente si tratta di due file di grandi blocchi in peperino di epoca imperiale, che segnano con precisione il limite orientale della Porticus di cui erano note solo le fondazioni e lacerti di pavimentazione emersi negli scavi del 1983 alla Crypta Balbi.
Lo scavo è stato effettuato tra maggio e luglio del 2020 ma solo nei primi mesi del 2024 se ne ha avuta la notizia ufficiale.